# نورما ديفيس
نورما ديفيس (بالإنجليزية: Norma Davis)‏ هي كاتِبة وشاعرة أسترالية، ولدت في 10 أبريل 1905، وتوفيت في 5 نوفمبر 1945 في Perth, Tasmania ‏ في أستراليا بسبب سرطان.